# Danh sách Thủ tướng Hà Lan

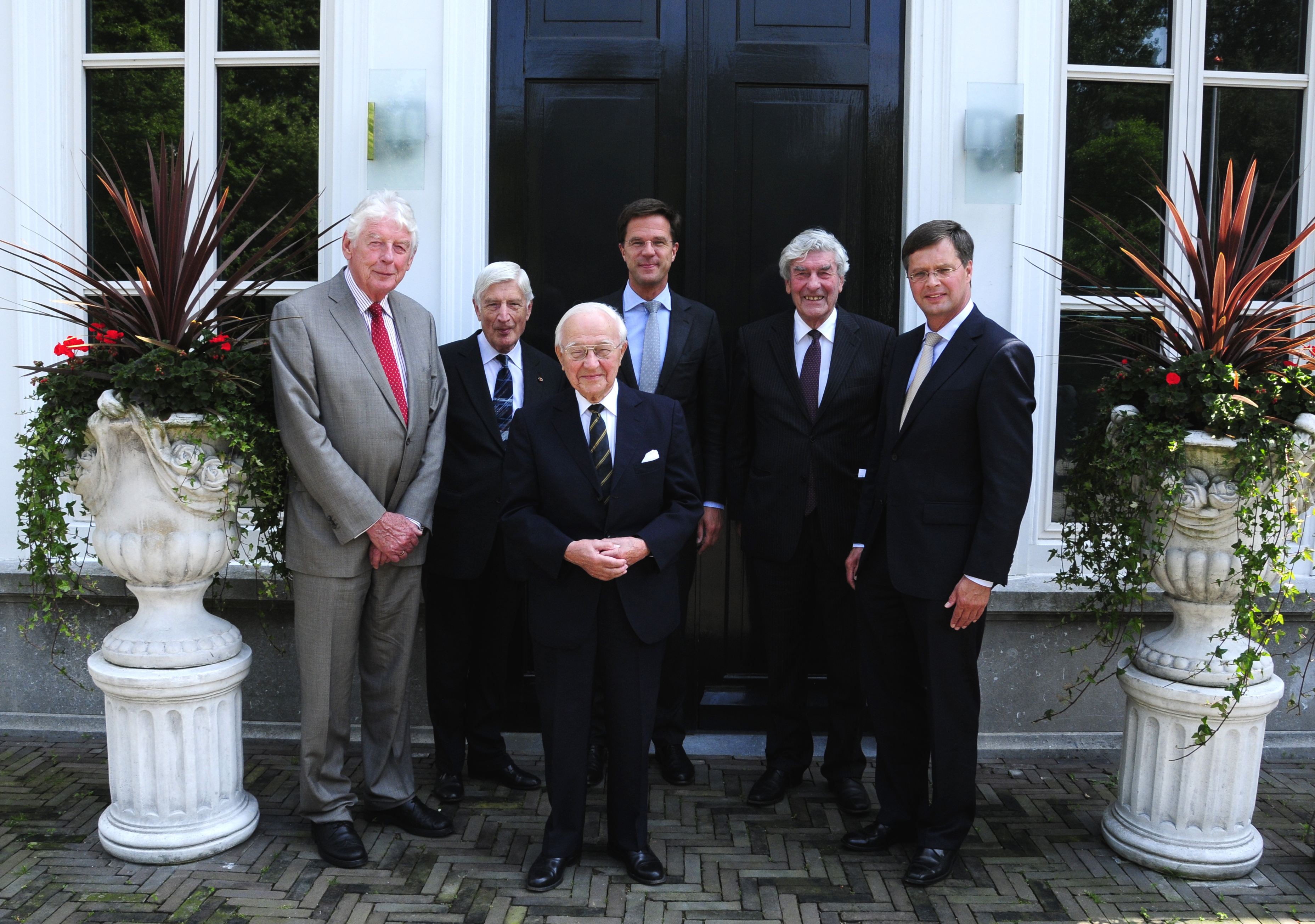
Năm cựu thủ tướng Hà Lan trong một cuộc gặp mặt với thủ tướng đương nhiệm Mark Rutte, tháng 7 năm 2011.

Dưới đây là danh sách Thủ tướng Hà Lan kể sau kết quả của việc sửa đổi hiến pháp Hà Lan năm 1848. Thủ tướng là Chủ tịch Hội đồng Bộ trưởng; kể từ năm 1945 thì người chức vụ này mang thêm tên Hà Lan là minister-president van Nederland (tên khác là premier). Hiện người đang nắm giữ chức vụ này là ông Mark Rutte, nhậm chức từ ngày 14 tháng 10 năm 2010.

## Danh sách Thủ tướng (1848 − nay)
Đảng phái chính trị
      Không đảng phái
Dân chủ Thiên chúa giáo
      ARP       RKSP/KVP       CHU       CDA
Tự do

      LU       VDB       VVD
Dân chủ Xã hội
      PvdA
| Tên (Sinh – mất)     | Tên (Sinh – mất)                                 | Chân dung                                  | Nhiệm kỳ làm việc    | Nhiệm kỳ làm việc                                | Nhiệm kỳ làm việc   | Bầu cử                        | Đảng                                                  | Nội các (Thành phần)                                         | Quân chủ                       |
| Tên (Sinh – mất)     | Tên (Sinh – mất)                                 | Chân dung                                  | Nhận nhiệm sở        | Rời nhiệm sở                                     | Thời gian tại nhiệm | Bầu cử                        | Đảng                                                  | Nội các (Thành phần)                                         | Quân chủ                       |
| -------------------- | ------------------------------------------------ | ------------------------------------------ | -------------------- | ------------------------------------------------ | ------------------- | ----------------------------- | ----------------------------------------------------- | ------------------------------------------------------------ | ------------------------------ |
|                      | Gerrit Schimmelpenninck (1794–1863)              |                                            | 25 tháng 3 năm 1848  | 17 tháng 5 năm 1848                              | 53 ngày             | —                             | Không đảng phái (Phe Tự do)                           | Schimmelpenninck Phe Bảo thủ                                 | Willem II (1840 – 1849)        |
|                      | Jacob de Kempenaer (1793 – 1870)                 |                                            | 21 tháng 11 năm 1848 | 1 tháng 11 năm 1849                              | 345 ngày            | 1848                          | Không đảng phái (Phe Tự do)                           | De Kempenaer—Donker Curtius Phe Tự do                        | Willem II (1840 – 1849)        |
|                      | Johan Rudolph Thorbecke (1798 – 1872)            |                                            | 1 tháng 11 năm 1849  | 19 tháng 4 năm 1853                              | 4 năm, 108 ngày     | 1850 1852                     | Không đảng phái (Phe Tự do)                           | Thorbecke I Phe Tự do                                        | Willem III (1849 – 1890)       |
|                      | Floris Adriaan van Hall (1791 – 1866)            |                                            | 19 tháng 4 năm 1853  | 1 tháng 7 năm 1856                               | 3 năm, 73 ngày      | 1853                          | Không đảng phái (Phe Tự do)                           | Van Hall—Donker Curtius Phe Bảo thủ                          | Willem III (1849 – 1890)       |
|                      | Justinus van der Brugghen (1804 – 1863)          |                                            | 1 tháng 7 năm 1856   | 18 tháng 3 năm 1858                              | 1 năm, 260 ngày     | 1856                          | Không đảng phái (Phe phản cách mạng)                  | Van der Brugghen Phe Bảo thủ                                 | Willem III (1849 – 1890)       |
|                      | Jan Jacob Rochussen (1797 – 1871)                |                                            | 18 tháng 3 năm 1858  | 23 tháng 2 năm 1860                              | 1 năm, 342 ngày     | 1858                          | Không đảng phái (Phe Bảo thủ)                         | Rochussen Phe Tự do – Phe Bảo thủ                            | Willem III (1849 – 1890)       |
|                      | Floris Adriaan van Hall (1791 – 1866)            |                                            | 23 tháng 2 năm 1860  | 14 tháng 3 năm 1861                              | 1 năm, 19 ngày      | 1860                          | Không đảng phái (Phe Tự do)                           | Van Hall—Van Heemstra Phe Tự do – Phe Bảo thủ                | Willem III (1849 – 1890)       |
|                      | Jacob van Zuylen van Nijevelt (1816 – 1890)      |                                            | 14 tháng 3 năm 1861  | 10 tháng 11 năm 1861                             | 241 ngày            | —                             | Không đảng phái (Phe Tự do)                           | Van Zuylen van Nijevelt—Van Heemstra Phe Tự do – Phe Bảo thủ | Willem III (1849 – 1890)       |
|                      | Schelto van Heemstra (1807 – 1864)               |                                            | 10 tháng 11 năm 1861 | 1 tháng 2 năm 1862                               | 83 ngày             | —                             | Không đảng phái (Phe Tự do)                           | Van Zuylen van Nijevelt—Van Heemstra Phe Tự do – Phe Bảo thủ | Willem III (1849 – 1890)       |
|                      | Johan Rudolph Thorbecke (1798 – 1872)            |                                            | 1 tháng 2 năm 1862   | 10 tháng 2 năm 1866                              | 4 năm, 9 ngày       | 1862                          | Không đảng phái (Phe Tự do)                           | Thorbecke II Phe Tự do                                       | Willem III (1849 – 1890)       |
|                      | Isaäc Dignus Fransen van de Putte (1822 – 1902)  |                                            | 10 tháng 2 năm 1866  | 1 tháng 6 năm 1866                               | 111 ngày            | —                             | Không đảng phái (Phe Tự do)                           | Fransen van de Putte Phe Tự do                               | Willem III (1849 – 1890)       |
|                      | Julius van Zuylen van Nijevelt (1819 – 1894)     |                                            | 1 tháng 6 năm 1866   | 4 tháng 6 năm 1868                               | 2 năm, 3 ngày       | Tháng 6 1866 Tháng 10 1866    | Không đảng phái (Phe Bảo thủ)                         | Van Zuylen van Nijevelt Phe Bảo thủ                          | Willem III (1849 – 1890)       |
|                      | Pieter Philip van Bosse (1809 – 1879)            |                                            | 4 tháng 6 năm 1868   | 4 tháng 1 năm 1871                               | 2 năm, 214 ngày     | 1868 1869                     | Không đảng phái (Phe Tự do)                           | Van Bosse—Fock Phe Tự do                                     | Willem III (1849 – 1890)       |
|                      | Johan Rudolph Thorbecke (1798 – 1872)            |                                            | 4 tháng 1 năm 1871   | 4 tháng 6 năm 1872 (Mất)                         | 1 năm, 152 ngày     | 1871                          | Không đảng phái (Phe Tự do)                           | Thorbecke III Phe Tự do                                      | Willem III (1849 – 1890)       |
|                      | Gerrit de Vries Azn (1818 – 1900)                |                                            | 4 tháng 6 năm 1872   | 27 tháng 8 năm 1874                              | 2 năm, 84 ngày      | 1873                          | Không đảng phái (Phe Tự do)                           | De Vries—Fransen van de Putte Phe Tự do                      | Willem III (1849 – 1890)       |
|                      | Jan Heemskerk (1818 – 1897)                      |                                            | 27 tháng 8 năm 1874  | 3 tháng 11 năm 1877                              | 3 năm, 68 ngày      | 1875                          | Không đảng phái (Phe Bảo thủ)                         | Heemskerk—Van Lynden van Sandenburg Phe Bảo thủ              | Willem III (1849 – 1890)       |
|                      | Jan Kappeyne van de Coppello (1822 – 1895)       |                                            | 3 tháng 11 năm 1877  | 20 tháng 8 năm 1879                              | 1 năm, 290 ngày     | 1877                          | Không đảng phái (Phe Tự do)                           | Kappeyne van de Coppello Phe Tự do                           | Willem III (1849 – 1890)       |
|                      | Theodoor van Lynden van Sandenburg (1826 – 1885) |                                            | 20 tháng 8 năm 1879  | 23 tháng 4 năm 1883                              | 3 năm, 246 ngày     | 1879                          | Không đảng phái (Phe phản cách mạng)                  | Van Lynden van Sandenburg Phe Tự do – Phe Bảo thủ            | Willem III (1849 – 1890)       |
|                      | Jan Heemskerk (1818 – 1897)                      |                                            | 23 tháng 4 năm 1883  | 21 tháng 4 năm 1888                              | 4 năm, 364 ngày     | 1883 1884 1886 1887           | Không đảng phái (Phe Bảo thủ)                         | Jan Heemskerk Phe Tự do – Phe Bảo thủ                        | Willem III (1849 – 1890)       |
|                      | Æneas Mackay (1838 – 1909)                       |                                            | 21 tháng 4 năm 1888  | 21 tháng 8 năm 1891                              | 3 năm, 122 ngày     | 1888                          | Đảng phản Cách mạng (ARP)                             | Aeneas Mackay Liên minh                                      | Willem III (1849 – 1890)       |
|                      | Gijsbert van Tienhoven (1841 – 1914)             |                                            | 21 tháng 8 năm 1891  | 9 tháng 5 năm 1894                               | 2 năm, 261 ngày     | 1891                          | Không đảng phái (Phe Tự do)                           | Van Tienhoven Phe Tự do                                      | Wilhelmina (1890 – 1948)       |
|                      | Joan Röell (1844 – 1914)                         |                                            | 9 tháng 5 năm 1894   | 27 tháng 7 năm 1897                              | 3 năm, 79 ngày      | 1894                          | Không đảng phái (Phe Tự do)                           | Joan Röell Phe Tự do                                         | Wilhelmina (1890 – 1948)       |
|                      | Nicolaas Pierson (1839 – 1909)                   |                                            | 27 tháng 7 năm 1897  | 1 tháng 8 năm 1901                               | 4 năm, 5 ngày       | 1897                          | Liên minh Tự do (LU)                                  | Nicolaas Pierson Phe Tự do                                   | Wilhelmina (1890 – 1948)       |
|                      | Abraham Kuyper (1837 – 1920)                     |                                            | 1 tháng 8 năm 1901   | 17 tháng 8 năm 1905                              | 4 năm, 16 ngày      | 1901                          | Đảng phản Cách mạng (ARP)                             | Abraham Kuyper Liên minh                                     | Wilhelmina (1890 – 1948)       |
|                      | Theo de Meester (1851 – 1919)                    |                                            | 17 tháng 8 năm 1905  | 12 tháng 2 năm 1908                              | 2 năm, 179 ngày     | 1905                          | Liên minh Tự do (LU)                                  | Theo de Meester Phe Tự do                                    | Wilhelmina (1890 – 1948)       |
|                      | Theo Heemskerk (1852 – 1932)                     |                                            | 12 tháng 2 năm 1908  | 29 tháng 8 năm 1913                              | 5 năm, 198 ngày     | 1909                          | Đảng phản Cách mạng (ARP)                             | Theo Heemskerk Liên minh                                     | Wilhelmina (1890 – 1948)       |
|                      | Pieter Cort van der Linden (1846 – 1935)         |                                            | 29 tháng 8 năm 1913  | 9 tháng 9 năm 1918                               | 5 năm, 11 ngày      | 1913 1917                     | Không đảng phái (Phe Tự do)                           | Cort van der Linden Phe Tự do                                | Wilhelmina (1890 – 1948)       |
|                      | Charles Ruijs de Beerenbrouck (1873 – 1936)      |                                            | 9 tháng 9 năm 1918   | 18 tháng 9 năm 1922                              | 6 năm, 329 ngày     | 1918                          | Đảng Nhà nước Công giáo La Mã (RKSP)                  | Ruijs de Beerenbrouck I RKSP – ARP – CHU                     | Wilhelmina (1890 – 1948)       |
| 18 tháng 9 năm 1922  | Charles Ruijs de Beerenbrouck (1873 – 1936)      | 4 tháng 8 năm 1925                         | 1922                 | Ruijs de Beerenbrouck II RKSP – ARP – CHU        | 6 năm, 329 ngày     |                               | Đảng Nhà nước Công giáo La Mã (RKSP)                  |                                                              | Wilhelmina (1890 – 1948)       |
|                      | Hendrikus Colijn (1869 – 1944)                   |                                            | 4 tháng 8 năm 1925   | 8 tháng 3 năm 1926                               | 216 ngày            | 1925                          | Đảng phản Cách mạng (ARP)                             | Colijn I RKSP – ARP – CHU                                    | Wilhelmina (1890 – 1948)       |
|                      | Dirk Jan de Geer (1870 – 1960)                   |                                            | 8 tháng 3 năm 1926   | 10 tháng 8 năm 1929                              | 3 năm, 155 ngày     | —                             | Liên minh Lịch sử Thiên chúa giáo (CHU)               | De Geer I RKSP – ARP – CHU                                   | Wilhelmina (1890 – 1948)       |
|                      | Charles Ruijs de Beerenbrouck (1873 – 1936)      |                                            | 10 tháng 8 năm 1929  | 26 tháng 5 năm 1933                              | 3 năm, 289 ngày     | 1929                          | Đảng Nhà nước Công giáo La Mã (RKSP)                  | Ruijs de Beerenbrouck III RKSP – ARP – CHU                   | Wilhelmina (1890 – 1948)       |
|                      | Hendrikus Colijn (1869 – 1944)                   |                                            | 26 tháng 5 năm 1933  | 31 tháng 7 năm 1935                              | 6 năm, 76 ngày      | 1933                          | Đảng phản Cách mạng (ARP)                             | Colijn II RKSP – ARP – CHU – LSP – VDB                       | Wilhelmina (1890 – 1948)       |
| 31 tháng 7 năm 1935  | Hendrikus Colijn (1869 – 1944)                   | 24 tháng 6 năm 1937                        | —                    | Colijn III RKSP – ARP – CHU – LSP – VDB          | 6 năm, 76 ngày      |                               | Đảng phản Cách mạng (ARP)                             |                                                              | Wilhelmina (1890 – 1948)       |
| 24 tháng 6 năm 1937  | Hendrikus Colijn (1869 – 1944)                   | 25 tháng 7 năm 1939                        | 1937                 | Colijn IV RKSP – ARP – CHU                       | 6 năm, 76 ngày      |                               | Đảng phản Cách mạng (ARP)                             |                                                              | Wilhelmina (1890 – 1948)       |
| 25 tháng 7 năm 1939  | Hendrikus Colijn (1869 – 1944)                   | 10 tháng 8 năm 1939                        | —                    | Colijn V ARP – CHU – LSP                         | 6 năm, 76 ngày      |                               | Đảng phản Cách mạng (ARP)                             |                                                              | Wilhelmina (1890 – 1948)       |
|                      | Dirk Jan de Geer (1870 – 1960)                   |                                            | 10 tháng 8 năm 1939  | 3 tháng 9 năm 1940                               | 1 năm, 24 ngày      | —                             | Liên minh Lịch sử Thiên chúa giáo (CHU)               | De Geer II RKSP – SDAP – ARP – CHU – VDB                     | Wilhelmina (1890 – 1948)       |
|                      | Pieter Sjoerds Gerbrandy (1885 – 1961)           |                                            | 3 tháng 9 năm 1940   | 28 tháng 7 năm 1941                              | 4 năm, 295 ngày     | —                             | Đảng phản Cách mạng (ARP)                             | Gerbrandy I RKSP – SDAP – ARP – CHU – VDB                    | Wilhelmina (1890 – 1948)       |
| 28 tháng 7 năm 1941  | Pieter Sjoerds Gerbrandy (1885 – 1961)           | 23 tháng 2 năm 1945                        | —                    | Gerbrandy II RKSP – SDAP – ARP – CHU – LSP – VDB | 4 năm, 295 ngày     |                               | Đảng phản Cách mạng (ARP)                             |                                                              | Wilhelmina (1890 – 1948)       |
| 23 tháng 2 năm 1945  | Pieter Sjoerds Gerbrandy (1885 – 1961)           | 25 tháng 6 năm 1945                        | —                    | Gerbrandy III ARP – CHU – LSP                    | 4 năm, 295 ngày     |                               | Đảng phản Cách mạng (ARP)                             |                                                              | Wilhelmina (1890 – 1948)       |
|                      | Willem Schermerhorn (1894 – 1977)                |                                            | 25 tháng 6 năm 1945  | 3 tháng 7 năm 1946                               | 1 năm, 8 ngày       | —                             | Liên minh Dân chủ Tư tưởng Tự do (VDB) (đến năm 1946) | Schermerhorn—Drees VDB – SDAP – KVP – ARP                    | Wilhelmina (1890 – 1948)       |
|                      | Willem Schermerhorn (1894 – 1977)                | Công Đảng (PvdA) (đến năm 1946)            | 25 tháng 6 năm 1945  | 3 tháng 7 năm 1946                               | 1 năm, 8 ngày       | —                             |                                                       | Schermerhorn—Drees VDB – SDAP – KVP – ARP                    | Wilhelmina (1890 – 1948)       |
|                      | Louis Beel (1902 – 1977)                         |                                            | 3 tháng 7 năm 1946   | 7 tháng 8 năm 1948                               | 2 năm, 35 ngày      | 1946                          | Đảng Nhân dân Thiên chúa giáo (KVP)                   | Beel I KVP – PvdA                                            | Wilhelmina (1890 – 1948)       |
|                      | Willem Drees (1902 – 1977)                       |                                            | 7 tháng 8 năm 1948   | 15 tháng 3 năm 1951                              | 10 năm, 137 ngày    | 1948                          | Công Đảng (PvdA)                                      | Drees—Van Schaik PvdA – KVP – CHU – VVD                      | Juliana (1948 – 1980)          |
| 15 tháng 3 năm 1951  | Willem Drees (1902 – 1977)                       | 2 tháng 9 năm 1952                         | —                    | Drees I (II) PvdA – KVP – CHU – VVD              | 10 năm, 137 ngày    |                               | Công Đảng (PvdA)                                      |                                                              | Juliana (1948 – 1980)          |
| 2 tháng 9 năm 1952   | Willem Drees (1902 – 1977)                       | 13 tháng 10 năm 1956                       | 1952                 | Drees II (III) PvdA – KVP – ARP – CHU            | 10 năm, 137 ngày    |                               | Công Đảng (PvdA)                                      |                                                              | Juliana (1948 – 1980)          |
| 13 tháng 10 năm 1956 | Willem Drees (1902 – 1977)                       | 22 tháng 12 năm 1958                       | 1956                 | Drees III (IV) PvdA – KVP – ARP – CHU            | 10 năm, 137 ngày    |                               | Công Đảng (PvdA)                                      |                                                              | Juliana (1948 – 1980)          |
|                      | Louis Beel (1902 – 1977)                         |                                            | 22 tháng 12 năm 1958 | 19 tháng 5 năm 1959                              | 148 ngày            | —                             | Đảng Nhân dân Thiên chúa giáo (KVP)                   | Beel II KVP – ARP – CHU                                      | Juliana (1948 – 1980)          |
|                      | Jan de Quay (1901 – 1985)                        |                                            | 19 tháng 5 năm 1959  | 24 tháng 7 năm 1963                              | 4 năm, 66 ngày      | 1959                          | Đảng Nhân dân Thiên chúa giáo (KVP)                   | De Quay KVP – ARP – CHU – VVD                                | Juliana (1948 – 1980)          |
|                      | Victor Marijnen (1917 – 1975)                    |                                            | 24 tháng 7 năm 1963  | 14 tháng 4 năm 1965                              | 1 năm, 264 ngày     | 1963                          | Đảng Nhân dân Thiên chúa giáo (KVP)                   | Marijnen KVP – ARP – CHU – VVD                               | Juliana (1948 – 1980)          |
|                      | Jo Cals (1914 – 1971)                            |                                            | 14 tháng 4 năm 1965  | 22 tháng 11 năm 1966                             | 1 năm, 222 ngày     | —                             | Đảng Nhân dân Thiên chúa giáo (KVP)                   | Jo Cals KVP – ARP – PvdA                                     | Juliana (1948 – 1980)          |
|                      | Jelle Zijlstra (1918 – 2001)                     |                                            | 22 tháng 11 năm 1966 | 5 tháng 4 năm 1967                               | 134 ngày            | —                             | Đảng phản Cách mạng (ARP)                             | Zijlstra ARP – KVP                                           | Juliana (1948 – 1980)          |
|                      | Piet de Jong (1915 – 2016)                       |                                            | 5 tháng 4 năm 1967   | 6 tháng 7 năm 1971                               | 4 năm, 92 ngày      | 1967                          | Đảng Nhân dân Thiên chúa giáo (KVP)                   | De Jong KVP – ARP – CHU – VVD                                | Juliana (1948 – 1980)          |
|                      | Barend Biesheuvel (1920 – 2001)                  |                                            | 6 tháng 7 năm 1971   | 9 tháng 8 năm 1972                               | 1 năm, 309 ngày     | 1971                          | Đảng phản Cách mạng (ARP)                             | Biesheuvel I ARP – KVP – CHU – VVD – DS70                    | Juliana (1948 – 1980)          |
| 9 tháng 8 năm 1972   | Barend Biesheuvel (1920 – 2001)                  | 11 tháng 5 năm 1973                        | —                    | Biesheuvel II ARP – KVP – CHU – VVD              | 1 năm, 309 ngày     |                               | Đảng phản Cách mạng (ARP)                             |                                                              | Juliana (1948 – 1980)          |
|                      | Joop den Uyl (1919 – 1987)                       |                                            | 11 tháng 5 năm 1973  | 19 tháng 12 năm 1977                             | 4 năm, 222 ngày     | 1972                          | Công Đảng (PvdA)                                      | Den Uyl PvdA – KVP – ARP – D66 – PPR                         | Juliana (1948 – 1980)          |
|                      | Dries van Agt (1931 – 2024)                      |                                            | 19 tháng 12 năm 1977 | 11 tháng 9 năm 1981                              | 4 năm, 310 ngày     | 1977                          | Đảng Nhân dân Thiên chúa giáo (KVP) (đến năm 1980)    | Van Agt I CDA – VVD                                          | Juliana (1948 – 1980)          |
|                      | Dries van Agt (1931 – 2024)                      | Đảng Dân chủ Kitô giáo (CDA) (từ năm 1980) | 19 tháng 12 năm 1977 | 11 tháng 9 năm 1981                              | 4 năm, 310 ngày     | 1977                          | Beatrix (1980 – 2013)                                 | Van Agt I CDA – VVD                                          |                                |
| 11 tháng 9 năm 1981  | Dries van Agt (1931 – 2024)                      | Đảng Dân chủ Kitô giáo (CDA) (từ năm 1980) | 29 tháng 5 năm 1982  | 1981                                             | 4 năm, 310 ngày     | Van Agt II CDA – PvdA – D66   | Beatrix (1980 – 2013)                                 |                                                              |                                |
| 29 tháng 5 năm 1982  | Dries van Agt (1931 – 2024)                      | Đảng Dân chủ Kitô giáo (CDA) (từ năm 1980) | 4 tháng 11 năm 1982  | —                                                | 4 năm, 310 ngày     | Van Agt III CDA – D66         | Beatrix (1980 – 2013)                                 |                                                              |                                |
|                      | Ruud Lubbers (1939 – 2018)                       |                                            | 4 tháng 11 năm 1982  | 14 tháng 7 năm 1986                              | 11 năm, 291 ngày    | 1982                          | Beatrix (1980 – 2013)                                 | Đảng Dân chủ Kitô giáo (CDA)                                 | Lubbers I CDA – VVD            |
| 14 tháng 7 năm 1986  | Ruud Lubbers (1939 – 2018)                       | 7 tháng 11 năm 1989                        | 1986                 | Lubbers II CDA – VVD                             | 11 năm, 291 ngày    |                               | Beatrix (1980 – 2013)                                 | Đảng Dân chủ Kitô giáo (CDA)                                 |                                |
| 7 tháng 11 năm 1989  | Ruud Lubbers (1939 – 2018)                       | 22 tháng 8 năm 1994                        | 1989                 | Lubbers III CDA – PvdA                           | 11 năm, 291 ngày    |                               | Beatrix (1980 – 2013)                                 | Đảng Dân chủ Kitô giáo (CDA)                                 |                                |
|                      | Wim Kok (1938 – 2018)                            |                                            | 22 tháng 8 năm 1994  | 3 tháng 8 năm 1998                               | 7 năm, 334 ngày     | 1994                          | Beatrix (1980 – 2013)                                 | Công Đảng (PvdA)                                             | Wim Kok I PvdA – VVD – D66     |
| 3 tháng 8 năm 1998   | Wim Kok (1938 – 2018)                            | 22 tháng 7 năm 2002                        | 1998                 | Wim Kok II PvdA – VVD – D66                      | 7 năm, 334 ngày     |                               | Beatrix (1980 – 2013)                                 | Công Đảng (PvdA)                                             |                                |
|                      | Jan Peter Balkenende (sinh 1958)                 |                                            | 22 tháng 7 năm 2002  | 27 tháng 3 năm 2003                              | 8 năm, 84 ngày      | 2002                          | Beatrix (1980 – 2013)                                 | Đảng Dân chủ Kitô giáo (CDA)                                 | Balkenende I CDA – LPF – VVD   |
| 27 tháng 3 năm 2003  | Jan Peter Balkenende (sinh 1958)                 | 7 tháng 7 năm 2006                         | 2003                 | Balkenende II CDA – VVD – D66                    | 8 năm, 84 ngày      |                               | Beatrix (1980 – 2013)                                 | Đảng Dân chủ Kitô giáo (CDA)                                 |                                |
| 7 tháng 7 năm 2006   | Jan Peter Balkenende (sinh 1958)                 | 22 tháng 7 năm 2007                        | —                    | Balkenende III CDA – VVD                         | 8 năm, 84 ngày      |                               | Beatrix (1980 – 2013)                                 | Đảng Dân chủ Kitô giáo (CDA)                                 |                                |
| 22 tháng 7 năm 2007  | Jan Peter Balkenende (sinh 1958)                 | 14 tháng 10 năm 2010                       | 2006                 | Balkenende IV CDA – PvdA – CU                    | 8 năm, 84 ngày      |                               | Beatrix (1980 – 2013)                                 | Đảng Dân chủ Kitô giáo (CDA)                                 |                                |
|                      | Mark Rutte (sinh 1967)                           |                                            | 14 tháng 10 năm 2010 | 5 tháng 11 năm 2012                              | 14 năm, 182 ngày    | 2010                          | Beatrix (1980 – 2013)                                 | Đảng Nhân dân Tự do và Dân chủ (VVD)                         | Rutte I VVD – CDA              |
| 5 tháng 11 năm 2012  | Mark Rutte (sinh 1967)                           | 26 tháng 10 năm 2017                       | 2012                 | Rutte II VVD – PvdA                              | 14 năm, 182 ngày    | Willem-Alexander (2013 – nay) |                                                       | Đảng Nhân dân Tự do và Dân chủ (VVD)                         |                                |
| 26 tháng 10 năm 2017 | Mark Rutte (sinh 1967)                           | 10 tháng 1 năm 2022                        | 2017                 | Rutte III VVD – CDA – D66 – CU                   | 14 năm, 182 ngày    | Willem-Alexander (2013 – nay) |                                                       | Đảng Nhân dân Tự do và Dân chủ (VVD)                         |                                |
| 10 tháng 1 năm 2022  | Mark Rutte (sinh 1967)                           | 2 tháng 7 năm 2024                         | 2021                 | Rutte IV VVD – D66 – CDA – CU                    | 14 năm, 182 ngày    | Willem-Alexander (2013 – nay) |                                                       | Đảng Nhân dân Tự do và Dân chủ (VVD)                         |                                |
|                      | Dick Schoof (sinh 1957)                          |                                            | 2 tháng 7 năm 2024   | Tại nhiệm                                        | 285 ngày            | Willem-Alexander (2013 – nay) | 2023                                                  | Không đảng phái                                              | Schoof – PPV – VVD – NSC – BBB |